# Neptunian Dike

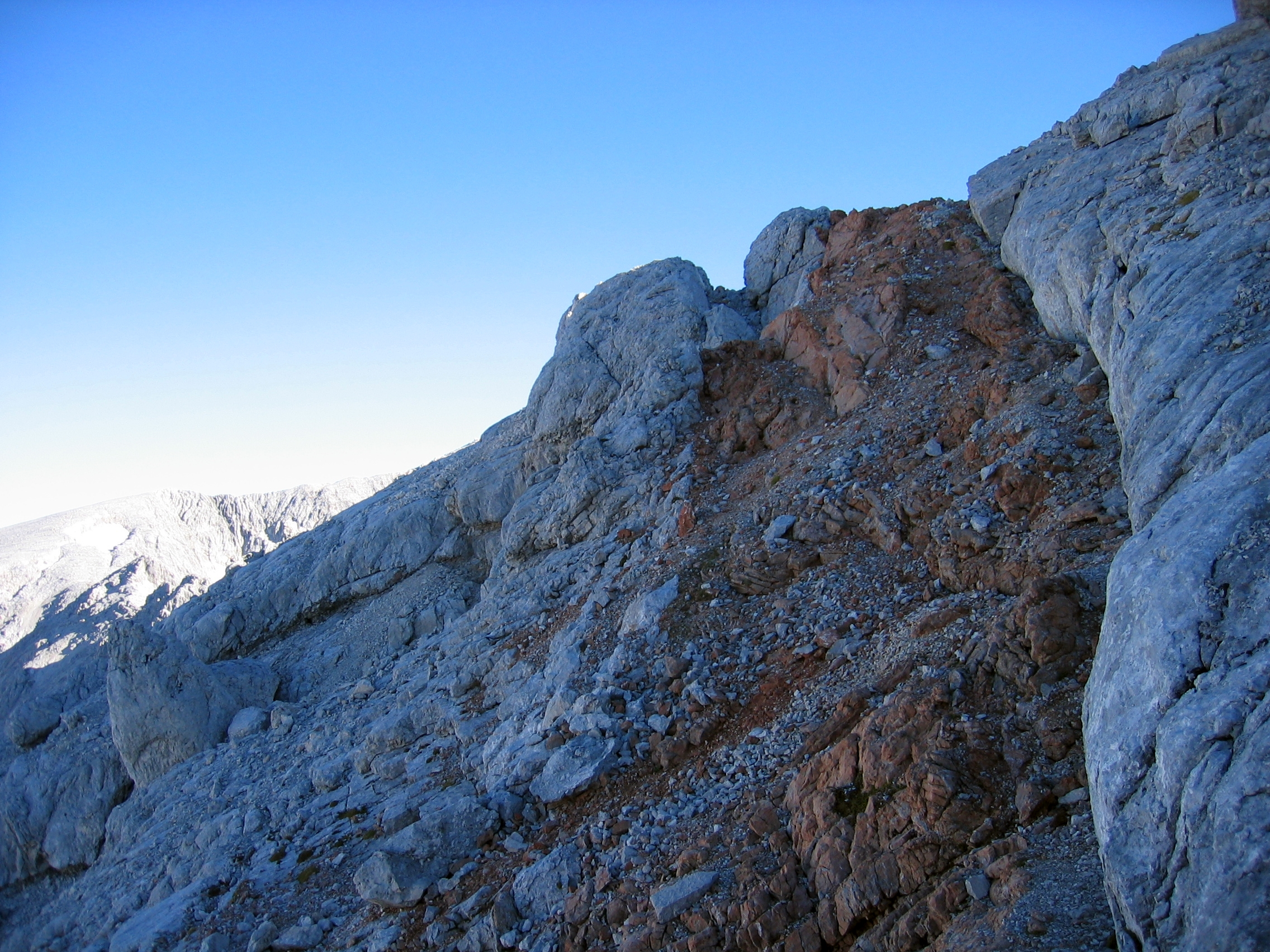
Spalte im Dachsteinkalk (Trias), gefüllt mit Hierlatzkalk (Jura), Totes Gebirge

Neptunian Dikes (Neptunische Spalten, Neptunische Gänge) sind mit Sediment gefüllte ehemalige Spalten des Meeresbodens, die vor allem in Karbonatgesteinen auftreten.

## Wortherkunft
Das Wort neptunian stammt aus dem Englischen und bedeutet ‚untermeerisch‘. Es bezieht sich auf die untermeerische Entstehung der Spalten und ihrer Füllungen. Es wird heute vor allem für Karbonatgesteine gebraucht. Zunächst wurde die Kombination neptunian dike 1896 von Alexis P. Pawlow für Sedimentgänge der Unterkreide gebraucht, die als Sandsteingänge in Tonsedimenten auftreten.

## Form und Verbreitung
Neptunian Dikes stehen meistens senkrecht oder schräg zur Schichtung, sie können jedoch auch schichtparallel auftreten.
Die Breite von Neptunian Dikes liegt im Zentimeter- bis Meterbereich. Sie können mehrere Meter, in einigen Fällen auch hundert Meter oder mehr in die Tiefe reichen und die Länge kann mehrere Kilometer betragen. Die Wände der Spalten sind parallel zueinander und besitzen eine gerade bis wellige Oberfläche. In manchen Fällen tritt nur eine Spalte auf, in anderen Fällen sind es ganze Spaltenscharen. Die Spalten kommen oft in verfestigten Oberflächen (Hardgrounds) unter geologischen Diskordanzen vor.
Die Spalten werden bald oder auch geraume Zeit nach ihrer Entstehung mit neuem Sediment verfüllt. Dies kann sowohl unter Wasser (Schlamm oder ähnliches Füllmaterial) als auch an der freien Luft geschehen (z. B. Dünensand). Untermeerische Spalten sind häufig an Karbonatplattformen gebunden, sie können jedoch auch am Kontinentalhang oder in Becken entstehen.

## Entstehung der Spalten
Die Spalten, die später mit Sediment verfüllt werden, lassen sich in vier Klassen einteilen: primäre Spalten, synsedimentäre Spalten, epigenetische und tektonische Spalten. Die Mechanismen sind naturgemäß fast dieselben sind wie die für die Spaltenentstehung bei sedimentären Dikes.
Primäre Spalten bilden sich vor allem in der Umgebung eines Korallenriffs. Sie entsprechen den Hohlräumen und Spalten zwischen großen Korallenschutt-Blöcken oder großen Riffbildnern. Sie werden meist mit dem Schutt gefüllt, der aus der Abtragung des Riffs entsteht.
Synsedimentäre Spalten bilden sich während der Sedimentation vor allem durch Abrutschen von Sediment auf geneigtem Untergrund (Slumping), oft infolge der durch Erdbeben verursachten Erschütterungen. Weiterhin können Spalten auch durch unterschiedliche Setzung von Sediment unter einer Deckschicht  oder über Basement-Strukturen entstehen. Ein weiterer Mechanismus für die Entstehung von Spalten ist das Austrocknen von flachen Meeresgebieten oder Seen und die Entstehung von Trockenrissen.
Nach der Ablagerung und Verfestigung können epigenetische Spalten durch Verkarstung oder Lösungsvorgänge an der Erdoberfläche entstehen.
Tektonische Spalten entstehen im Wesentlichen durch eine Dehnung des Untergrundes, meist infolge von Block-Kippungen und Störungsaktivität während der Ablagerung von Sedimenten. Eine Sonderform ist die Injektion von Sedimentmaterial infolge erhöhten Porenwasserdrucks von unten durch die Schichtung oder seitlich in den Zwischenraum von Schichtflächen.

## Füllung

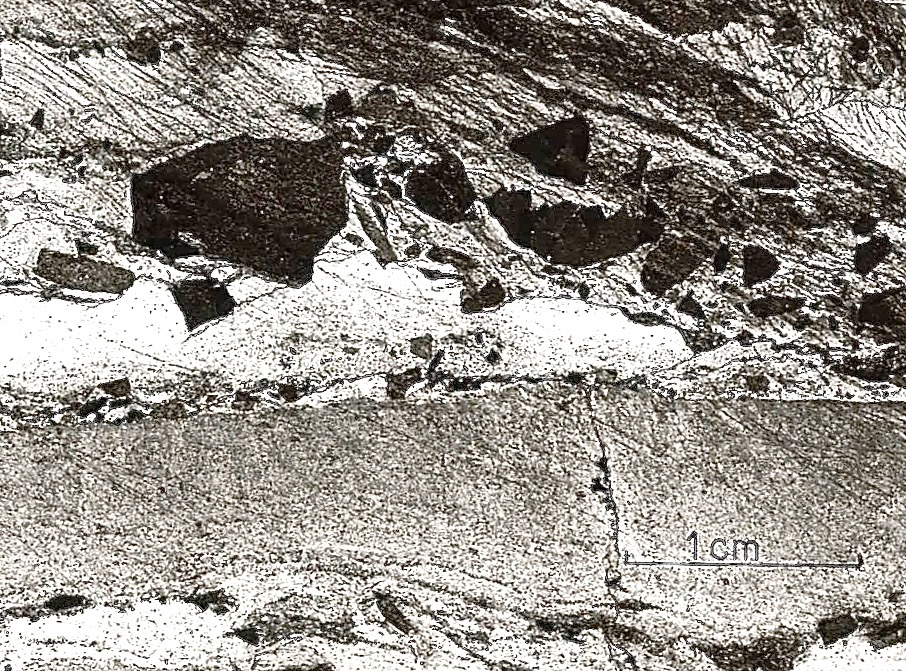
Neptunischer Gang (Folienabzug), Höhlenrestaurant Rübeland

Neptunian Dikes sind mit Sedimenten wie Ton oder Sand und Fossilresten gefüllt, darüber hinaus sind meist verschiedene Zement-Generationen vorhanden.
Manchmal ist die Füllung anders gefärbt als das ältere flankierende Gestein, in dem sie vorkommen, sie sind dann leicht erkennbar. In anderen Fällen ist sie kaum vom umgebenden Gestein zu unterscheiden, und es bedarf Untersuchungen von Dünnschliffen unter dem Mikroskop, oder einer genauen Analyse des Fossilinhalts. Bei hoher Fließgeschwindigkeit des Wassers durch die Spalte können sich Rippelmarken und ähnliche Sedimentstrukturen entwickeln. 
Die Füllungen von untermeerischen und an Land entstandenen Spalten lassen sich anhand charakteristischer Merkmale unterscheiden. An Land entstandene und verfüllte Spalten führen beispielsweise keine Meeresfossilien, enthalten in manchen Fällen Reste von Bodenbildungen, und die Art des Zementes weist auf eine Entstehung an der freien Erdoberfläche hin.
Meist verändert sich ein Sedimentgang nach der Entstehung und Füllung nicht mehr. Die Füllung der Spalten kann sich jedoch in seltenen Fällen durch erneutes Aufreißen weiterentwickeln, so dass mehrere Generationen von Füllmaterialen vorkommen können. Häufiger ist allerdings die Veränderung durch Lösungs- und Karstvorgänge, wenn das Gestein an der Oberfläche liegt.

## Fossilführung
An den Wänden der Spalten, die ja aus verfestigtem Sediment oder festem Fels bestehen, lebten manchmal festsitzende Wasserorganismen wie Brachiopoden oder Algen, die später von Schlamm verschüttet wurden. In den meisten Fällen jedoch wurden die heute als Fossilien vorliegenden Tiere bereits tot in die Spalten eingespült. 
In einigen Spalten haben sich durch die lange Zeit währende Ablagerung von Fossilien wie etwa Ammoniten, Muscheln und Schnecken richtiggehende Fossillagerstätten gebildet. Die Fossilien liegen dann oft ohne die außerhalb der Spalte vorhandenen Zwischensedimente vor, die anhand der Fossilien belegbare Abfolge liegt dann in einer stark verkürzten Abfolge vor (kondensiertes Profil). In der Füllung der Spalten sind daneben im Normalfall Mikrofossilien zu finden, die zur Zeit der Ablagerung dieser Füllung gelebt haben und oft den einzigen Nachweis eines jüngeren Alters der Füllung bilden.

## Vorkommen
Neptunian Dykes sind weit verbreitet. Beispiele für Neptunian Dykes finden sich etwa im Dachsteinkalk der Ostalpen oder im Elbingeröder Komplex im Harz. Weitere Beispiele sind aus devonischen Kalksteinen in Australien bekannt oder aus Riffkomplexen in permischen Sedimenten an der amerikanischen Golfküste und vor Mexiko. Ein modernes Beispiel für Neptunian Dykes sind möglicherweise einige der so genannten Blue Holes der Bahamas.